# Kartell Jüdischer Verbindungen
Das Kartell Jüdischer Verbindungen (KJV) war ein Korporationsverband jüdischer Studentenverbindungen im Deutschen Reich. Er entstand am 14. Juli 1914 aus der Fusion des Kartells Zionistischer Verbindungen (KZV) mit dem Bund Jüdischer Corporationen (BJC).

## Geschichte des BJC
Der BJC wurde am 16. Januar 1901 durch die Vereine Jüdischer Studenten in Berlin, Leipzig, Breslau und München gegründet. Erst im Lauf der folgenden Jahre wurde er deutlich zionistisch ausgeprägt.

## Geschichte des KZV
Bereits 1902 hatte sich eine Freie Verbindung Hasmonea mit zionistischer Zielsetzung an der Universität Berlin gegründet. Gemeinsam mit einer gleichgesinnten Verbindung in München formte sie am 16. Januar 1906 das Kartell Zionistischer Verbindungen.

## Geschichte des KJV
Nachdem sich beide Vorläufer vor 1914 ideologisch angenähert hatten, kam es im Juli 1914 zu einer Fusion. Wie der KC verhielten sich die KJV-Verbindungen wie andere Studentenverbindungen, hielten sich an die Sitten des Comment und pflegten die Mensur, allerdings identifizierten sie sich mehr mit der jüdischen als der deutschen Geschichte und Kultur. 1914 hatte der KJV ca. 1000 Mitglieder.
Strenggläubige Juden traten lieber in den Bund Jüdischer Akademiker ein, welcher sittenstreng das Studium von Talmud und Thora förderte und mit der moderne Wissenschaft zu vereinen suchte, der KJV und seine Vorläufer richteten sich eher an politisch, zionistisch orientierte Juden aus assimilierten Elternhäusern. Die zionistischen Positionen des KJV führten zu einer Gegnerschaft zwischen diesem und dem Kartell-Convent (KC), in den Kriegsjahren 1914–1918 herrschte jedoch vorübergehend ein Burgfrieden.
Ab 1918 gab der KJV eine Verbandszeitschrift namens Der Jüdische Wille heraus.
Als 1920 die Deutsche Burschenschaft auf dem Burschentag in Eisenach einen Rassestandpunkt beschloss, fasste der KJV einen Gegenbeschluss, der mit Nichtjüdinnen verheiratete Mitglieder zum Austritt aufforderte.
1924 bestand der KJV aus 395 Aktiven, 205 Inaktiven und 835 Alten Herren. Am Ersten Weltkrieg nahmen 935 Mitglieder teil, von denen 98 fielen.
Nach der Machtergreifung konstituierte der KJV am 13. September 1933 ein Kartell für Palästina, viele Mitglieder emigrierten ins spätere Israel, Aktivitäten in Deutschland fanden ab 1933 nicht mehr statt, fast sämtliche Bundesmitglieder verließen bis zum Ende der 1930er Jahre Deutschland. Der Altherrenverband des KJV war in Tel-Aviv weiter aktiv.
In der Schweiz existierte von 1900 bis 1928 ebenfalls ein gleichnamiger Verband KJV, der drei schlagende zionistische Bünde umfasste.

## Geschichte des BZK
In den Nachkriegsjahren kam es zu einer teilweisen Abkehr von den traditionellen studentischen Formen und noch deutlicherer Hinwendung zum Zionismus und zur Palästina-Frage. Vorübergehend spaltete sich 1919 ein Teil der Mitglieder als Bund Zionistischer Korporationen (BZK) ab, der an konservativen (deutschen) Verbindungstraditionen festhalten wollte, aber 1929 wieder mit dem KJV fusionierte.

## Ehemalige Verbindungen im KJV
- Verein Jüdischer Studenten Berlin
- Hasmonaea Berlin
- Maccabaea Berlin
- Ruder-Verein Jüdischer Studenten Ivria Berlin
- Sport-Verein Jüdischer Studenten Berlin
- Kadimah Bonn
- Hasmonaea Breslau
- Haboneh Darmstadt
- Saxonia Frankfurt am Main
- Ivria Freiburg
- Kadimah Friedberg
- Hasmonaea Gießen
- Kadimah Hamburg
- Verein Jüdischer Studenten Ivria Heidelberg
- Haawodah Karlsruhe
- Bar Kochba Köln
- Maccabaea Königsberg
- Hatikwah Leipzig
- Jordania München
- Verbindung Jüdischer Studenten Münster
- Hatikwah Würzburg
- Verein Jüdischer Studenten Straßburg

Eine sich den KJV organisatorisch nahestehende fühlende Organisation war die um 1930 gegründete
- Zionistische Studentinnengruppe[12]

## Ehemalige Verbindungen im BZK
- VJSt Kadimah Berlin
- Jordania Bonn
- Zephirah Breslau
- Hasmonaea Frankfurt am Main